# Bjeljevina
Bjeljevina este o arie protejată (sit de importanță comunitară — SCI) din Croația întinsă pe o suprafață de 146,47 ha, integral pe uscat.

## Localizare
Centrul sitului Bjeljevina este situat la coordonatele 45°23′26″N 14°52′19″E / 45.390665°N 14.871829°E.

## Înființare
Situl Bjeljevina a fost declarat sit de importanță comunitară în iulie 2013 pentru a proteja 1 specie de plante.

## Biodiversitate
Situată în ecoregiunea alpină, aria protejată nu include niciun habitat protejat.
La baza desemnării sitului se află o specie protejată de  plante: Buxbaumia viridis.